# Featuring
Featuring, w skrócie feat. lub ft. (pol. z udziałem, gościnnie, z gościem) – termin stosowany w przemyśle muzycznym, mający na celu wskazanie osoby niebędącej głównym wykonawcą utworu muzycznego. Termin po raz pierwszy pojawił się około 1954 roku na brytyjskich listach przebojów.
Featuring jako praktyka w muzyce najbardziej rozwinięta jest w gatunkach hip-hop oraz pop. Albumy wykonawców hiphopowych zwykle zawierają od kilku nawet do kilkunastu różnych wykonawców gościnnie występujących na wydawnictwie.
Featuring to najczęściej wykonanie krótkiego fragmentu utworu, zawierający prostą partię solową wokalną bądź instrumentalną. Okazjonalnie gościnne występy mogą mieć postać chórków dominujących przez większą partię utworu. Czasami gość wykonuje tak samo dużą partię wokalną, co główny wykonawca, mimo to różni się to od duetu (np. w piosence „4 Minutes” Madonny z udziałem Justina Timberlake’a, gdzie oboje wykonują taką samą ilość tekstu).